# Ponte della Scienza
Il Ponte della Scienza è un ponte pedonale che collega il lungotevere Vittorio Gassman all'area dell'ex gazometro, a Roma, nei quartieri Portuense e Ostiense, 

## Descrizione
Il progetto fu frutto di un concorso internazionale di progettazione vinto, nel 2000, dallo studio APsT Architettura (Andreoletti, Pintore, Tonucci) con capogruppo l'architetto Gianluca Andreoletti. Il progetto delle strutture è dell'ing. prof. Giorgio Monti e di EDIN srl.
L'area ex-industriale del quartiere Ostiense, racchiusa tra il fiume Tevere e la via Ostiense, connotata dalla presenza dei grandi impianti industriali dismessi, appare come una grande "lacuna" all'interno del tessuto edilizio della città consolidata. Progettare un ponte in quel luogo significava, innanzitutto, ristabilire il legame con il resto dei quartieri circostanti (Marconi, Ostiense, Testaccio), ricucire uno strappo provocato dall'arresto del tempo.

Il rapporto con il luogo viene, infatti, istituito mediante l'individuazione di corrispondenze atte a rivelare una percezione emotiva, un carattere, una presenza anziché un riferimento più o meno diretto. L'intenzione alla base della concezione del progetto è quella di cercare di preservare e rendere evidente questo carattere negato, obliato. L'idea che il tempo si sia fermato e che quest'area custodisca un tempo "altro" da quello che si vive quotidianamente, attribuisce notevole interesse e valore al progetto del Ponte della Scienza.

Il ponte, quindi, simbolicamente e fisicamente è il mezzo per ricucire la lacuna e ritrovare il legame con il tempo che si credeva perduto. Ritrovare il tempo perduto attraverso il tempo ritrovato nella sensazione del tempo presente.
Le materie del luogo sono state la materia del progetto. Il Ponte della Scienza nasce dall'unione di due concetti strutturali: quello della trave a sbalzo da un triangolo, la cosiddetta stampella, e quello della travata centrale appoggiata con post-tensione esterna. 
Il ponte, di lunghezza complessiva pari a 147 m, è costituito da due stampelle, che fungono da appoggi sulle rive del fiume e forniscono vincolo deformabile all'intera struttura; le due stampelle sono dotate di uno sbalzo di luce differente, nel mezzo del ponte, una soletta in acciaio e post-tesa, medianti trefoli di acciaio di precompressione esterna. Sulla stampella Ostiense, la precompressione viene applicata mediante cavi in acciaio armonico, mentre la travata centrale con precompressione esterna impiegando cavi in acciaio viplati. Una cordonata permette la risalita dall'argine alla quota della strada sulla riva Marconi.
Il ponte è stato progettato per essere ciclo-pedonale, e carrabile solo in caso di emergenza. La sua costruzione è iniziata nel 2008 da parte dell'azienda trevigiana Maeg costruzioni.
Il ponte è stato aperto temporaneamente il 9 febbraio 2013 ma il transito è poi stato chiuso in attesa dell'inaugurazione definitiva, che comprendeva anche le opere complementari delle sponde. 
È stato aperto al transito il 29 maggio 2014 ed inaugurato il successivo 8 luglio alla presenza del sindaco Ignazio Marino, Andrea Catarci VIII e Maurizio Veloccia XI municipio, dei progettisti Gianluca Andreoletti, Maximiliano Pintore e Stefano Tonucci. In occasione dell'inaugurazione, il sindaco ha intitolato il ponte alla scienziata italiana Rita Levi-Montalcini, scomparsa nel 2012.

## Cosa collega il Ponte
Il ponte ciclo-pedonale collega il quartiere Marconi, da Lungotevere Vittorio Gassman, altezza Teatro India, con la strada carrabile denominata Riva Ostiense (dal lato Ostiense) esattamente all'altezza del Gazometro di Roma. Una volta giunti sotto il Gazometro, procedendo verso nord si giunge a via del Porto Fluviale, mentre verso sud si procede su Riva Ostiense che però dopo circa 400 metri risulta sbarrata da un cancello privato, nonostante Google Maps indichi il collegamento con la Via Ostiense all'altezza del DAMS - Università degli studi Roma Tre. Su Riva Ostiense in direzione sud insiste anche il retro del museo Centrale Montemartini, il cui accesso al pubblico è però consentito ad oggi (maggio 2020) solo da Via Ostiense, effettuando un lungo giro, passando per via del Porto Fluviale.